# كارلوس هوفمان
كارلوس هوفمان (بالإسبانية: Carlos Hoffmann)‏ هو مدرب كرة قدم ولاعب كرة قدم تشيلي، ولد في 5 مايو 1936 في فالبارايسو في تشيلي، وتوفي في 4 يونيو 2013 في كونثبثيون في تشيلي. لعب مع سانتياغو واندررز.